# Age of History II
Az Age of Civilizations II, későbbi nevén Age of History II, egy körökre osztott stratégiai játék, amelyet Łukasz Jakowski fejlesztett, és 2018. november 21-én jelent meg. A játék célja, hogy a játékos különböző nemzeteket irányítva katonai taktikát és diplomáciát alkalmazva egyesítse vagy meghódítsa a világot. A játék mély diplomáciai rendszert kínál, amely lehetővé teszi a kapcsolatok javítását, szövetségek kötését, ajándékok küldését, háborúk indítását, békekötéseket és akár lázadók támogatását is. Többféle kormányzati formát tartalmaz, mint például a demokrácia, monarchia, kommunizmus vagy akár a horda és városállam rendszer.
A játék térképei részletesek, a Föld több ezer tartományra van osztva, és Európa is kiemelt figyelmet kapott, de elérhetők alternatív vagy fantázia világok is. A játékosok saját szerkesztőeszközökkel hozhatnak létre egyedi forgatókönyveket, országokat, vezetőket és térképeket. Az Age of Civilizations II elérhető Windows, Android és iOS platformokon, és a közönség alapvetően pozitívan fogadta, a Steamen például „nagyon pozitív” értékelést kapott. Eredetileg Age of Civilizations II néven jelent meg, de jogi okok miatt később Age of History II-re keresztelték át, valószínűleg a Firaxis Games Civilization-sorozata miatt.

## Játékmenet
Az Age of History II egy körökre osztott stratégiai játék, amelyben a játékos egy nemzet irányítását veszi át, célja pedig a világ meghódítása vagy egy egységes birodalom létrehozása diplomácia és hadviselés segítségével. A játékmenet alapja a tartományokra osztott térkép, amelyen a játékos mozgathatja hadseregét, gazdaságot építhet, technológiai fejlesztéseket hajthat végre és diplomáciai kapcsolatokat alakíthat ki más országokkal.
A diplomácia kulcsszerepet játszik a játékban: lehetőség van szövetségek kötésére, háborúk kirobbantására, békekötésekre, és akár vazallus államok létrehozására is. A gazdasági rendszer lehetővé teszi az adók beállítását, a fejlesztések finanszírozását és a hadsereg fenntartását, miközben a stabilitás és a népesség növekedése is fontos tényező. A játék történelmi és alternatív forgatókönyveket kínál, a középkortól a modern korig, de a játékosok saját világokat is létrehozhatnak a szerkesztő segítségével.
A csaták egyszerű, de taktikai mélységet kínáló rendszerrel zajlanak, ahol a megfelelő stratégiával kisebb erők is legyőzhetnek nagyobb hadseregeket. A játék idővel új korszakokba lép, megváltoztatva a technológiai lehetőségeket és a politikai struktúrákat.

## Kormányzati formák (kormányzati rendszer)
Az Age of History II-ben többféle kormányzati forma érhető el, amelyek jelentősen befolyásolják a játékmenetet, a gazdaságot, a diplomáciát és a hadsereg működését. Minden kormányzati rendszernek megvannak a maga előnyei és hátrányai.
A demokrácia stabilitást biztosít, de korlátozza a katonai mozgósítást és a hódítási lehetőségeket. Az országok kevésbé hajlamosak háborúba keveredni, és a diplomácia fontos szerepet kap. A monarchia kiegyensúlyozott rendszert kínál, ahol a vezető hosszú távon uralkodik, és stabil kormányzást biztosít, ugyanakkor a népesség lázadásra hajlamos lehet, ha a helyzet romlik. A köztársaság egyensúlyt teremt a demokrácia és az autokrácia között, rugalmasabb diplomáciai és katonai lehetőségekkel. A kommunizmus erős állami irányítást biztosít, megkönnyíti a katonai mozgósítást és a központi gazdaságirányítást, de a diplomáciai kapcsolatok nehézkesebbé válhatnak. A fasizmus rendkívül agresszív kormányzati forma, amely lehetővé teszi a gyors katonai terjeszkedést és a szigorú állami kontrollt, de hátrányos lehet a hosszú távú stabilitás és diplomácia szempontjából.
A játékban olyan speciális kormányzati formák is megtalálhatók, mint a horda, amely nomád életmódot és folyamatos hódítást tesz lehetővé, vagy a városállam, amely kisebb területeken hatékonyabb, de korlátozott expanziós lehetőségekkel rendelkezik. A játék során a kormányzati forma változtatható, például forradalmak, politikai döntések vagy külső hatások révén.

## Térképek és forgatókönyvek
Az Age of History II egyik legfontosabb eleme a részletes és testreszabható térképrendszer, amely a világ különböző korszakaiban és régióiban játszódó forgatókönyveket kínál. A játékban a Föld teljes térképe megtalálható, amely több mint 4000 tartományból áll. A világ térképe mellett kisebb régiók, például Európa, Ázsia és más kontinensek is különálló térképeken érhetők el, lehetővé téve specifikus történelmi események és alternatív forgatókönyvek lejátszását.
A játék számos előre beállított történelmi forgatókönyvet tartalmaz, amelyek különböző korszakokat és eseményeket dolgoznak fel. Ide tartoznak például az ókor, a középkor, a nagy földrajzi felfedezések, az első és második világháború, valamint a hidegháború korszakai. Ezek a forgatókönyvek hiteles történelmi határokkal és államokkal rendelkeznek, amelyeket a játékosok irányíthatnak. Emellett alternatív történelmi forgatókönyvek is elérhetők, ahol a világ eseményei más irányt vehetnek, például egy alternatív világháború vagy egy fiktív birodalom felemelkedése.
A játék szerkesztőeszközei lehetővé teszik, hogy a játékosok saját térképeket és forgatókönyveket hozzanak létre, így egyedi világokat, alternatív történelmi eseményeket és teljesen új államokat is megalkothatnak.

## Szerkesztők és modding lehetőségek
A játék beépített szerkesztői segítségével a felhasználók saját térképeket, forgatókönyveket, országokat, kormányzati rendszereket és vezetőket hozhatnak létre, így egyedi történelmi vagy alternatív világokat alkothatnak meg.
A térképszerkesztő lehetőséget ad arra, hogy a játékosok új tartományokat hozzanak létre, módosítsák a meglévő földrajzi viszonyokat, vagy akár teljesen új világokat alkossanak. A forgatókönyv-szerkesztő segítségével beállíthatók a kezdő évszázadok, a nemzetek határai, a vezetők és az egyes országok politikai helyzete. Ez lehetővé teszi, hogy a játékosok új történelmi korszakokat modellezzenek, vagy akár saját alternatív történelmi eseményeket hozzanak létre, például egy második világháborút teljesen eltérő kiindulási helyzettel.
A játék támogatja a modding közösséget, és számos rajongó által készített mod elérhető, amelyek új nemzeteket, egyedi mechanikákat és kibővített történelmi eseményeket adnak a játékhoz. A közösség által fejlesztett modok között találhatók olyan projektek, amelyek még részletesebb térképeket, teljesen új korszakokat és játékmechanikákat kínálnak. A játék fájljai könnyen módosíthatók, így a haladó felhasználók saját módosításaikat is beépíthetik.

## Korok
Az Age of History II egyik játékeleme a különböző történelmi korok, amelyek meghatározzák a játékmenetet, a rendelkezésre álló technológiákat és a politikai helyzetet. A játékban a korszakok időrendben követik egymást, és a világ történelmének fontos szakaszait modellezik, kezdve az ókortól egészen a modern időkig.
A játék egyik legrégebbi korszakában, az ókorban, a világ még nagyrészt széttagolt, törzsek és kisebb civilizációk uralják a térképet. Ebben az időszakban a technológiai fejlődés lassú, és az államok közötti háborúk gyakoriak. Ahogy a játék előrehalad, elérkezik a középkor, amelyben a feudális rendszerek dominálnak, a birodalmak megerősödnek, és a diplomácia egyre fontosabb szerepet kap. A reneszánsz és a felfedezések kora új lehetőségeket nyit meg, például a gyarmatosítást és a tengeri hadviselést.
A felvilágosodás és az ipari forradalom korában a gazdaság egyre jelentősebbé válik, és a technológiai fejlődés felgyorsul, ami nagyobb hadseregek és fejlettebb diplomáciai lehetőségek kialakulását teszi lehetővé. Az ezt követő modern kor már a világháborúk időszakát idézi meg, ahol a politikai ideológiák – például a fasizmus és a kommunizmus – is megjelennek. A játék utolsó szakasza a kortárs korszak, amelyben a modern nemzetállamok, a globalizáció és a geopolitikai konfliktusok dominálnak.
A korok nemcsak a történelmi hangulatot adják meg, hanem befolyásolják a gazdasági növekedést, a hadsereg fejlesztését és a diplomáciai lehetőségeket is. A játékosok dönthetnek úgy, hogy végigjátsszák a történelmet a valós események szerint, vagy alternatív utakat választanak, ahol a világ teljesen más irányba fejlődhet.

## Fejlesztés és kiadás
Az Age of History II fejlesztése egyetlen ember, Łukasz Jakowski munkájának eredménye. Jakowski korábban már kiadta az Age of Civilizations című játékot, amely az Age of History II elődjének tekinthető. A fejlesztő célja az volt, hogy egy még részletesebb és összetettebb grand stratégiai játékot hozzon létre, amely több történelmi korszakot, diplomáciai mélységet és testreszabhatóságot kínál.
A fejlesztési folyamat több éven át tartott, és Jakowski rendszeresen osztott meg előzetes információkat és fejlesztési naplókat a közösséggel. A játék eredetileg Age of Civilizations II néven jelent meg, de később, jogi okok miatt, Age of History II-re nevezték át. Valószínűsíthető, hogy a névváltoztatás a Firaxis Games Civilization sorozatához való hasonlóság miatt történt.
A játék 2018. november 21-én jelent meg Windowsra és Androidra, később pedig iOS és macOS platformokra is kiadták. A megjelenés után a fejlesztő folyamatos frissítésekkel próbálta javítani a hibákat és finomhangolni a játékmenetet. Bár a játék vegyes kritikákat kapott a felhasználói felület egyszerűsége és a mesterséges intelligencia korlátai miatt, a modderek és a közösség aktív támogatásának köszönhetően hosszú távon is népszerű maradt.

### Általános információk
- Age of History II - PCGamingWiki (angol nyelven). PCGamingWiki. (Hozzáférés: 2025. március 5.)
- Age of History II/Age of Civilizations II iceberg depth tier (angol nyelven). Reddit. (Hozzáférés: 2025. március 5.)
- Favourite country to play? :: Age of History II Общие обсуждения (angol nyelven). Steam Community. (Hozzáférés: 2025. március 5.)
- Beta Download (angol nyelven). Age of Civilizations Game Forum. (Hozzáférés: 2025. március 5.)
- Age of History 2 - Resources - Speedrun.com (angol nyelven). Speedrun.com. (Hozzáférés: 2025. március 5.)

### Fejlesztés
- AOE-II DE - Classic History UI Mod (angol nyelven). AoEZone. (Hozzáférés: 2025. március 5.)
- Metallic Design 一 New UI and Backgrounds for Age of Civilizations 2 (angol nyelven). Age of Civilizations Game Forum. (Hozzáférés: 2025. március 5.)
- Customising your UI : r/aoe2 - Reddit (angol nyelven). Reddit. (Hozzáférés: 2025. március 5.)
- [2021 Wishlist] Quality of Life Features for User Interface/HUD - II (angol nyelven). Age of Empires Forums. (Hozzáférés: 2025. március 5.)

### Játéktapasztalatok
- Age of History II - PCGamingWiki (angol nyelven). PCGamingWiki. (Hozzáférés: 2025. március 5.)
- Age of History II/Age of Civilizations II iceberg depth tier (angol nyelven). Reddit. (Hozzáférés: 2025. március 5.)
- Favourite country to play? :: Age of History II Общие обсуждения (angol nyelven). Steam Community. (Hozzáférés: 2025. március 5.)
- Beta Download (angol nyelven). Age of Civilizations Game Forum. (Hozzáférés: 2025. március 5.)
- Age of History 2 - Resources - Speedrun.com (angol nyelven). Speedrun.com. (Hozzáférés: 2025. március 5.)